# روبي (لاعب كرة قدم)
روبي (الإسبانية: Joan Francesc Ferrer Sicilia)؛ (5 فبراير 1970 — ) هو لاعب كرة قدم، ومدرب كرة قدم، من مواليد مدينة فيلاسار دي مار، يلعب في مركز نصف الجناح.

## وصلات خارجية
- روبي (لاعب كرة قدم) على موقع قاعدة بيانات كرة القدم.إي يو (الإنجليزية)
- روبي (لاعب كرة قدم) على موقع عالم كرة القدم.نت (الإنجليزية)